# Strongylopus wageri
Espèce
Synonymes
- Rana wageri Wager, 1961

Statut de conservation UICN

 LC  : Préoccupation mineure
Strongylopus wageri est une espèce d'amphibiens de la famille des Pyxicephalidae.

## Répartition
Cette espèce est endémique des provinces de KwaZulu-Natal, d'État-Libre et de Mpumalanga en Afrique du Sud. Elle se rencontre jusqu'à 2 000 m d'altitude. Sa présente est incertaine au Lesotho,.

## Étymologie
Cette espèce semble nommée en l'honneur de Vincent Athelstan Wager, qui est aussi le descripteur de l'espèce.

## Publication originale
- Wager, 1961 : The Plain Rana. African Wildlife, vol. 15, p. 151-155.